# Editorial Católica
La Editorial Católica (Edica) fue una editorial española, fundada en 1912 y vinculada a la Asociación Católica Nacional de Propagandistas (ACNdP). Durante su existencia publicó numerosos diarios, revistas y/o publicaciones de carácter confesional. Terminaría desapareciendo a finales del siglo XX.

## Historia
Fundada el 23 de noviembre de 1912, se ocuparía en primera instancia de la edición y publicación del diario El Debate. Editorial Católica tuvo su sede sucesivamente en la calle de Valverde n.º 2, del Barquillo n.º 4, Alfonso XI n.º 4 y, ya en la dictadura, se trasladaría a la calle de Mateo Inurria n.º 15, en la ciudad de Madrid. Como principales periódicos tuvo al ya mencionado Debate y a su virtual sucesor, el Ya, que acabaría sustituyéndolo completamente tras la Guerra Civil. Además también editaría a lo largo de su historia periódicos de ámbito provincial o regional como el Hoy de Badajoz, el Diario Regional de Valladolid, el Ideal de Granada, El Correo de Andalucía de Sevilla —en el cual tuvo una importante participación—, La Verdad de Murcia y El Ideal Gallego de La Coruña. También editó revistas como Jeromín, Dígame, Letras, Criterio y Gracia y Justicia, entre otras. Además de estas publicaciones, la editorial dispuso de una agencia de noticias propia, denominada «Logos».
Con el estallido de la Guerra Civil las instalaciones en Madrid, de Editorial Católica en n.º 4 de la calle Alfonso XI fueron confiscadas por el gobierno. En su lugar, durante la contienda se editaron los diarios Mundo Obrero, portavoz del Partido Comunista de España (PCE), y Política, órgano de comunicación de Izquierda Republicana (IR). Los nuevos inquilinos respetaron la valiosa colección de ejemplares de El Debate. Al final de la guerra, Editorial Católica, que había continuado con sus actividades en la zona franquista y había constituido un nuevo consejo de dirección, recuperó el control de sus antiguas instalaciones en Madrid y reanudó las operaciones.
La dictadura franquista no autorizó la publicación del Debate, por lo que el Ya se convirtió en el principal diario de la editorial. Tras la contienda también llegaría a editar e imprimir en sus talleres números del diario Arriba. En 1943, a iniciativa de Máximo Cuervo Radigales y con la colaboración de la Editorial Católica, se creó la Biblioteca de Autores Cristianos (BAC). A partir de la década de 1960 la editorial empezó a ser más conocida por su acrónimo, Edica. Con el final de la dictadura hubo periódicos de la editorial como el Ya que entraron en crisis y acabaron desapareciendo. Sin embargo, no ocurrió lo mismo con diarios de ámbito provincial como el Hoy de Badajoz, La Verdad de Murcia o el Ideal de Granada, que lograron mantener su influencia social. En 1988, Edica fue adquirida por el grupo Bilbao Editorial y pasó a ser controlada por la Editorial Capitol.